# Iola (Wisconsin)
Iola é uma vila localizada no estado norte-americano de Wisconsin, no Condado de Waupaca.

## Demografia
Segundo o censo norte-americano de 2000, a sua população era de 1298 habitantes.
Em 2006, foi estimada uma população de 1266, um decréscimo de 32 (-2.5%).

## Geografia
De acordo com o United States Census Bureau tem uma área de
4,8 km², dos quais 4,4 km² cobertos por terra e 0,4 km² cobertos por água. Iola localiza-se a aproximadamente 319 m acima do nível do mar.

## Localidades na vizinhança
O diagrama seguinte representa as localidades num raio de 16 km ao redor de Iola.